# Notre-Dame-de-Londres
Notre-Dame-de-Londres település Franciaországban, Hérault megyében. Lakosainak száma 523 fő (2022. január 1.). Notre-Dame-de-Londres Brissac, Ferrières-les-Verreries, Mas-de-Londres, Rouet és Saint-Martin-de-Londres községekkel határos.

## Népesség
A település népességének változása:
| Lakosok száma | 235  | 205  | 313  | 486  | 479  | 479  | 480  | 507  | 522  | 523  |
|               | 1968 | 1982 | 1990 | 2006 | 2013 | 2015 | 2017 | 2019 | 2020 | 2022 |